# Cacajao hosomi
Cacajao hosomi är en primat i släktet kortsvansapor som förekommer i Sydamerika. Populationen betraktades tidvis som variant av Cacajao melanocephalus och 2008 blev den beskriven som god art.

## Utseende
Arten når en kroppslängd (huvud och bål) av 30 till 50 cm, en svanslängd av 12,5 till 21 cm och en vikt av 2,4 till 4,0 kg. Huvudets topp, ryggens topp, armarna och skenbenen är täckta av svart päls. På andra delar av bålen förekommer mörk kastanjebrun päls. Djurets ansikte och kinderna är i princip nakna med mörk hud.

## Utbredning
Utbredningsområdet ligger i södra Venezuela och i angränsande regioner av Brasilien. Kanske når den även Colombias sydöstra hörn. Habitatet utgörs av olika slags skogar i låglandet och i bergstrakter. Arten hittas även i skogar som tidvis översvämmas.

## Ekologi
Individerna klättrar i trädens kronor och i den täta undervegetationen. Enligt allt som är känt går de aldrig på marken. Cacajao hosomi bildar lösa flockar med 35 till 100 medlemmar. Flocken delar sig ofta i mindre grupper. Arten vandrar under årets lopp genom utbredningsområdet för att nå favoritfrukterna vid den önskade tidpunkten. Födan utgörs främst av omogna frön. Dessutom äter Cacajao hosomi fruktkött, blad och några leddjur.
Frön som äts kommer oftast från växterna Micrandra spruceana, Eperua leucantha och Hevea braziliensis. Såvida känd upprättas ingen hierarki i flocken. Honan föder under regntiden (mars till april) en enda unge. Antagligen föds vartannat år en unge liksom hos andra släktmedlemmar.

## Status
Denna primat hotas av jakt för köttets skull. Jakten utförs av ursprungsbefolkningen och av gruvarbetare. Ett annat hot som var tydligast under 1980- och 1990-talet är skogsavverkningar i samband med etablering av guldgruvor. IUCN uppskattar att hela beståndet minskade med 30 procent under de gångna 30 åren (räknad från 2008) och listar Cacajao hosomi som sårbar (VU).